# Ortiporio
Ortiporio (korsisch Ortiporiu) ist eine französische Gemeinde im Département Haute-Corse auf der Insel Korsika. Sie gehört zum Kanton Golo-Morosaglia im Arrondissement Corte.

## Geografie
Nachbargemeinden sind 
- Crocicchia im Norden und im Nordosten,
- Penta-Acquatella im Nordosten und im Osten,
- Casabianca im Südosten,
- Giocatojo und Poggio-Marinaccio im Süden,
- Morosaglia im Südwesten,
- Castello-di-Rostino im Westen,
- Bisinchi im Westen und im Nordwesten.

Ortiporio liegt auf 650 Metern über dem Meeresspiegel im Norden der Landschaft Castagniccia im korsischen Gebirge. Örtliche Erhebungen heißen
- Monte Sant Angelo (1218 m),
- Cima au Borgu (930 m),
- Cima de Penta Frescaja (1114 m).

## Bevölkerungsentwicklung
| Jahr      | 1962 | 1968 | 1975 | 1982 | 1990 | 1999 | 2006 | 2008 | 2012 |
| --------- | ---- | ---- | ---- | ---- | ---- | ---- | ---- | ---- | ---- |
| Einwohner | 193  | 167  | 119  | 100  | 104  | 113  | 123  | 126  | 131  |

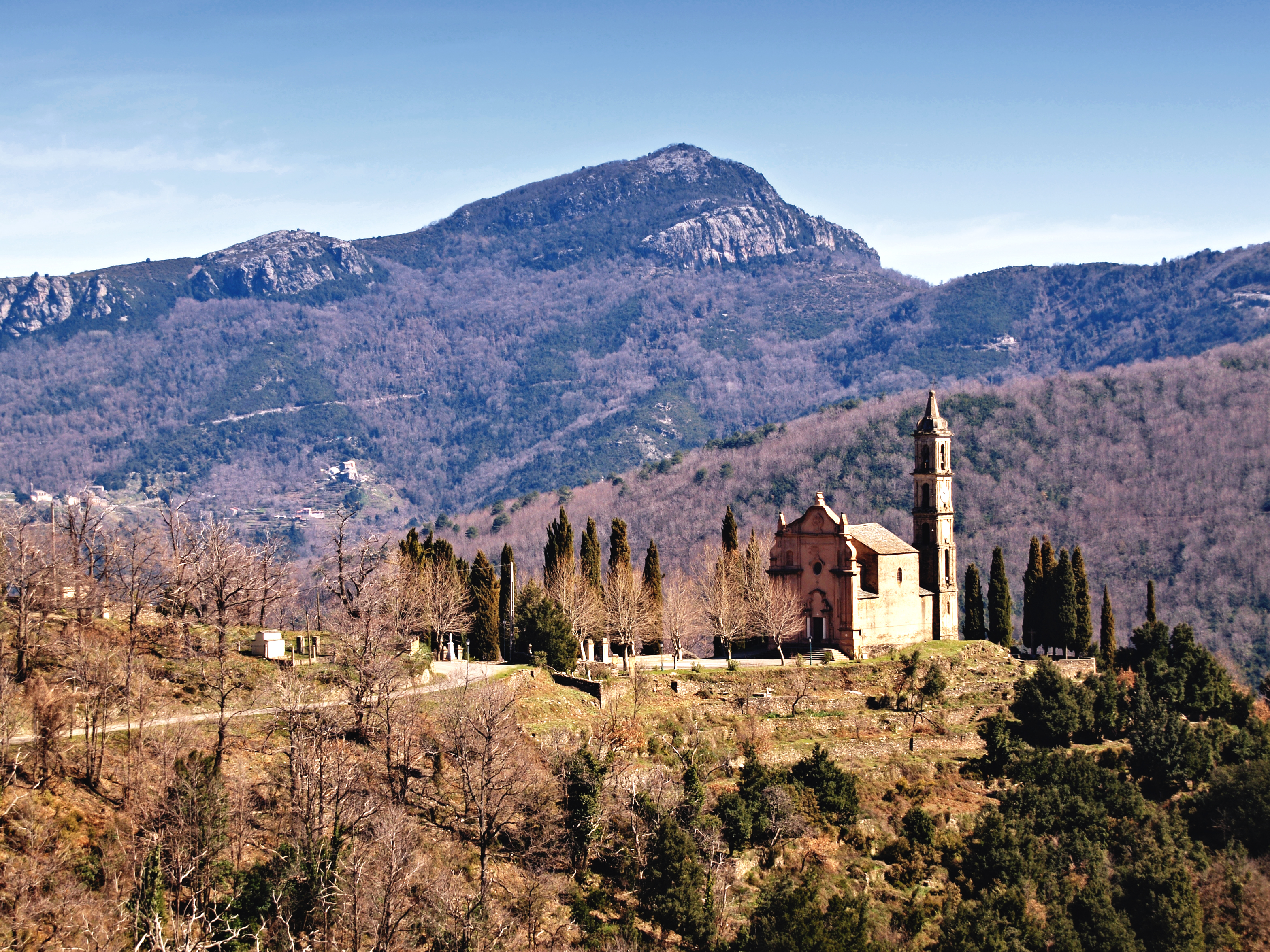
Kirche Saint-Augustin; im Hintergrund der Monte Sant Angelo
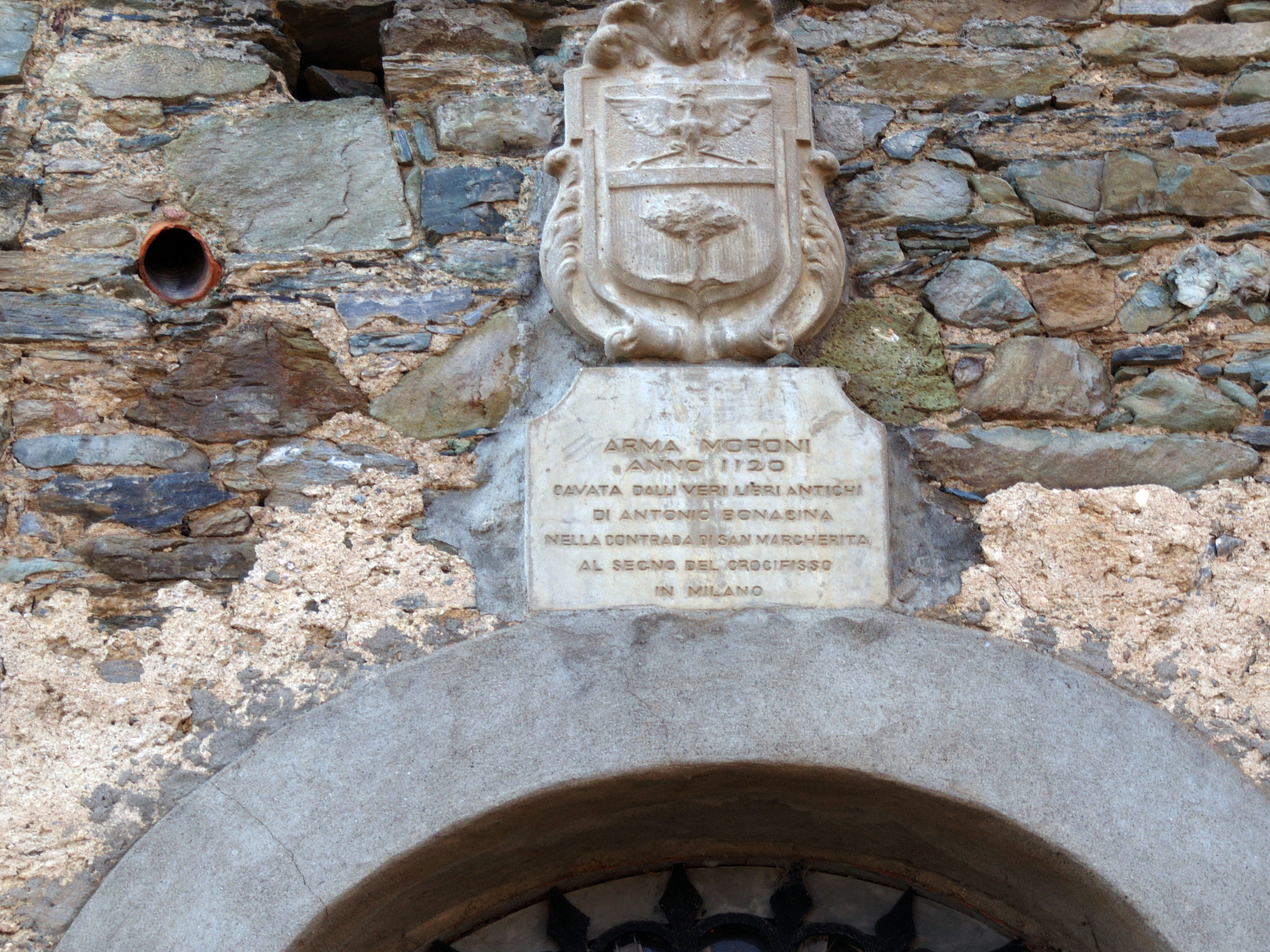
Orientierungstafel am Haus der Familie Moroni
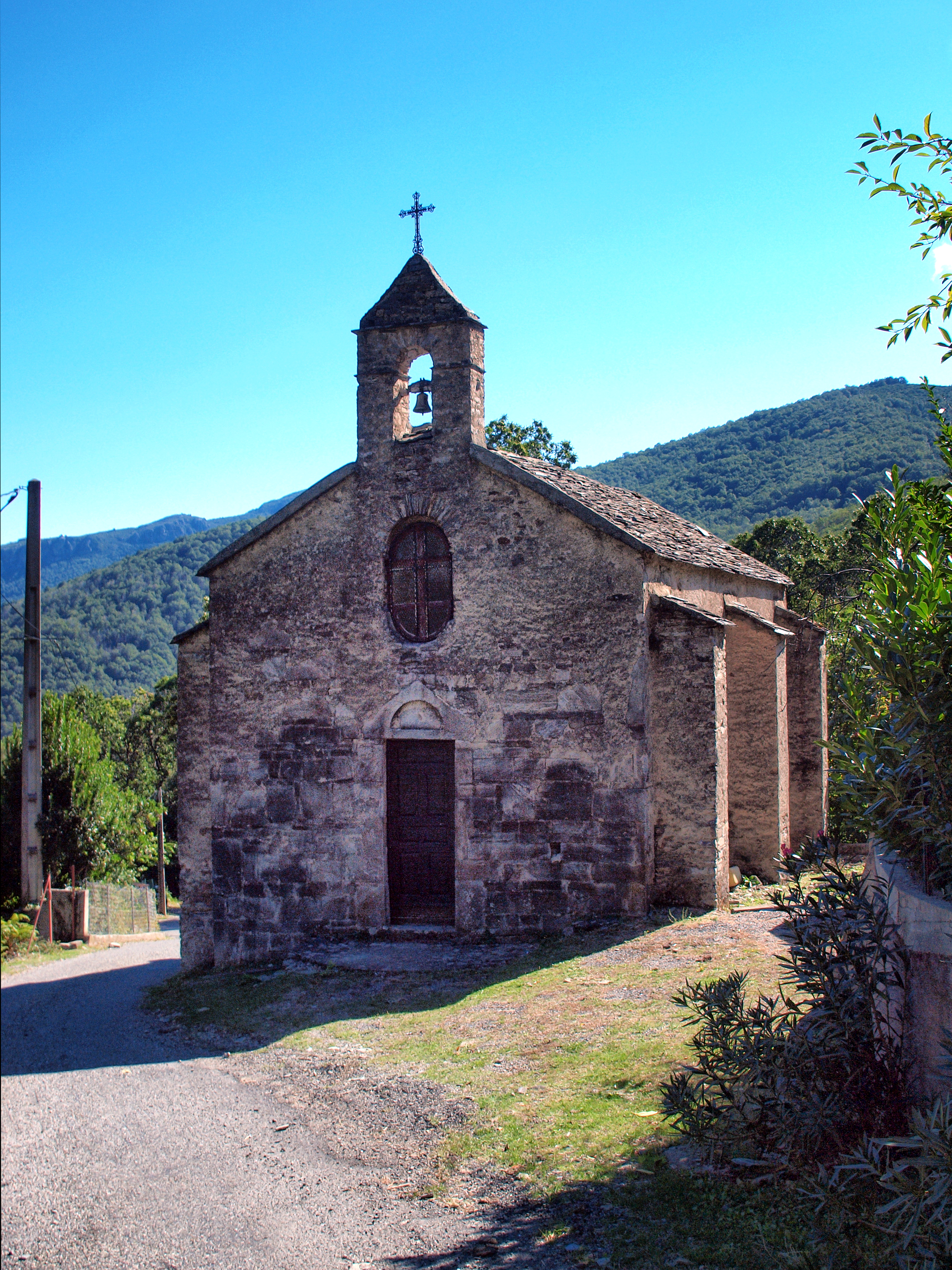
Kapelle Saint-Michel
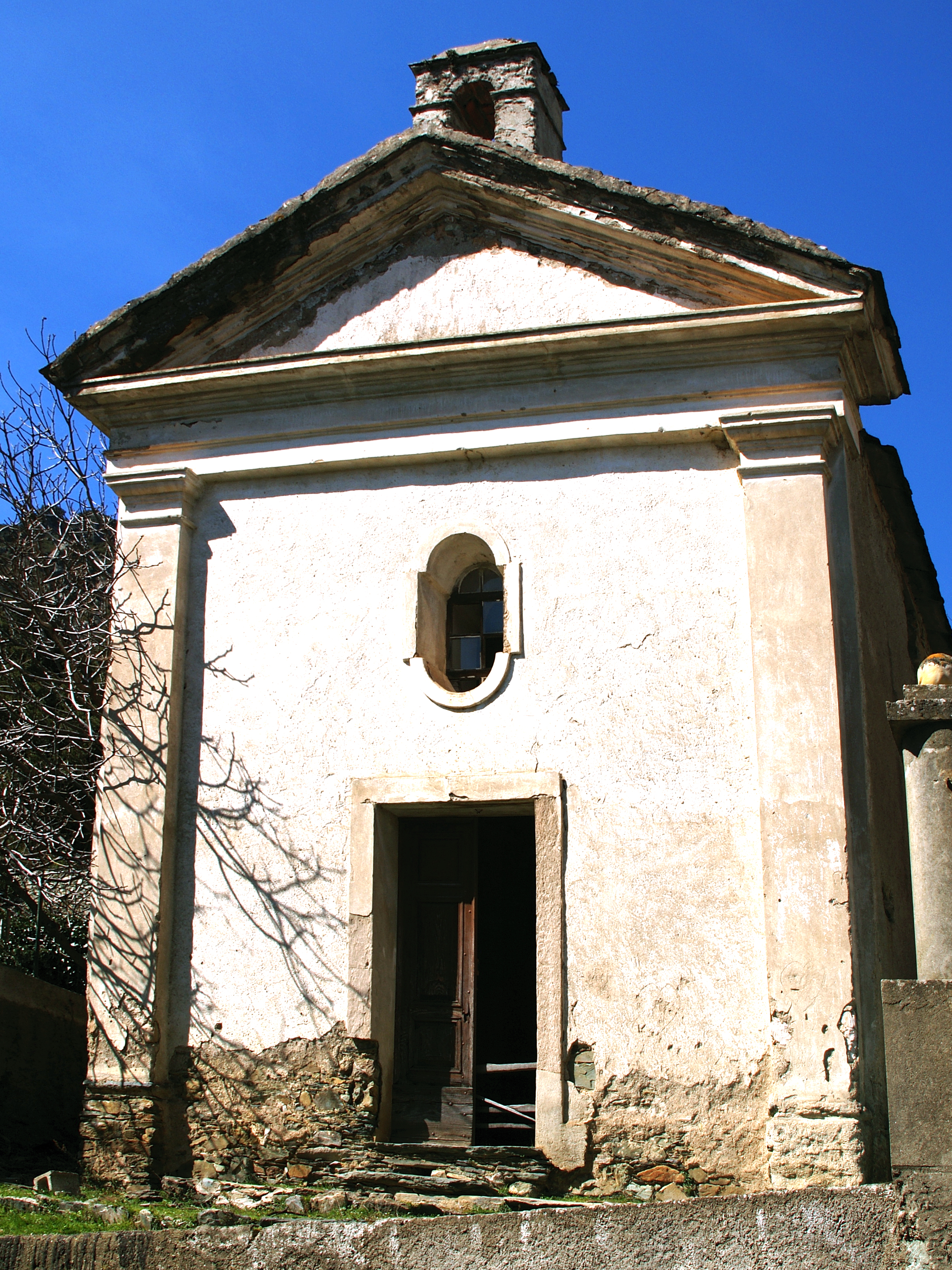
Kapelle Saint-Sébastien